# Persönliche Identifikationsnummer

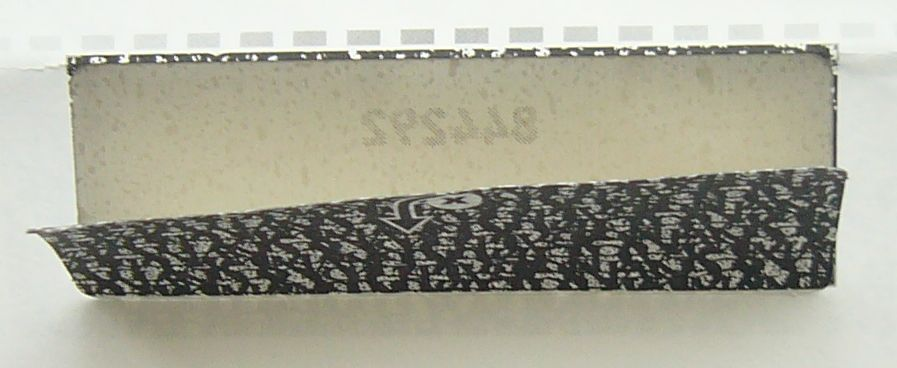
Mitteilung einer PIN, die zuvor durch Abdeckung gegen Einsichtnahme gesichert war

Eine Persönliche Identifikationsnummer (PIN), engl. Personal Identification Number oder Geheimzahl ist eine nur einer Person offenbarte Ziffernfolge, mit der diese sich gegenüber einer Maschine authentisieren kann. Häufig werden auch das redundante Akronym PIN-Nummer oder die Bezeichnung PIN-Code verwendet. Im engeren Sinne sind PINs numerische Passwörter.
Bei der Karte ohne Chip erfolgt diese Verarbeitung nach dem Lesen der Daten von der Karte ausschließlich in einer geschützten Umgebung, bei Karten mit Chip leistet diese zusätzlich einen durch die Verbindung zum Leser geschützten Beitrag.

## Geschichte
Die PIN wurde am 2. Mai 1966 durch die britischen Erfinder Anthony Davies und James Goodfellow als Patent für die Absicherung am Geldautomaten durch Eingabe eines plural-character word angemeldet. 1967 wurde die PIN erstmals öffentlich an einem Barclays Geldautomaten in London verwendet und stellte dabei eine Verbindung zur maschinenlesbaren Nummer der Schecks her, die zur Geldabhebung verwendet werden mussten. Erst ab 1972 erfolgte die Kodierung der PIN über den Magnetstreifen der Zahlungskarte.
Fast gleichzeitig erfand Helmut Gröttrup in Deutschland am 6. Dezember 1966 einen kodierten Schlüssel, der die zusätzliche Eingabe einer persönlichen Merknummer erforderte, damit gefundene Schlüssel nicht zur Freigabe für die Kraftstoffabgabe an Tankstellen genutzt werden konnten. Die Überprüfung der PIN erfolgte durch den Identifizierungsschalter auf Basis der individuellen Kodierung.
Beide Verfahren waren eine frühe Implementierung einer Zwei-Faktor-Authentisierung durch die Verbindung von Besitz (Scheck oder Schlüssel) und Wissen (PIN).

## Verwendung
Eine häufige Anwendung für PINs ist die Authentifizierung in Kombination mit Girocard bzw. Debitkarten an einem Geldautomaten. Hier ist die Eingabe einer mindestens vierstelligen Ziffernfolge nötig, um einen Kontozugriff durch unbefugte Personen zu verhindern oder zumindest zu erschweren. Auch kann man in den meisten Geschäften und Dienstleistungsbetrieben mit dieser Methode bargeldlos zahlen.
Auch für das Internetbanking ist zumeist eine PIN nötig. Mit dieser PIN und den Kontodaten kann man sich sein Konto, den Kontostand und die letzten Buchungen ansehen. Mit einer TAN kann man dann eine Überweisung tätigen oder andere Bankgeschäfte abwickeln.
PINs werden auch zum Schutz von Mobiltelefonen vor unberechtigter Nutzung verwendet. SIM-Karten für Mobiltelefone werden mit einer PIN, PIN2, PUK und PUK2 ausgeliefert. Alle Codes sind auf der SIM-Karte gespeichert. PINs sind veränderbar, PUKs nicht. Die PUKs dienen für die Entsperrung gesperrter PINs. Die PIN2 wird zum Ändern von speziellen oft kostenpflichtigen Diensten verwendet.
Außerdem werden PINs in vielen weiteren Anwendungsgebieten der Technik verwendet, wo ein Mindestmaß an Sicherheit erforderlich ist. Beispielsweise werden Zutrittssteuerungen zur Prüfung der Zutrittsberechtigung von Personen zu Gebäuden, Gebäudeteilen oder einzelnen Räumen durch Elektroschlösser, die sich nur mit korrekter PIN-Eingabe öffnen lassen, umgesetzt.

## Technische Gestaltung
Das Bundesamt für Sicherheit in der Informationstechnik hat im Jahr 2001 ein neu eingeführtes PIN-Verfahren begleitet. Die PIN ist neben der Kontonummer, der Bankleitzahl und anderen Daten – in besonders verschlüsselter Form auf den EC-Karten enthalten. Mit der Tastatur des Geldautomaten ist ein so genannter Krypto-Prozessor verbunden, der die PIN zur sicheren Übertragung entschlüsselt. Zur vorangegangenen Verschlüsselung nutzen die Kreditinstitute das Verschlüsselungsverfahren Data Encryption Standard (DES). Bei der einfachen Variante des DES werden die zu verschlüsselnden Informationen in Textblöcke zu je 64 Bit umgewandelt. Dann werden die Zeichen innerhalb eines Blocks mehrfach vertauscht und addiert. Diese Zahlendaten werden außerdem geteilt und zur Sicherheit weitere 16 Male chiffriert. Schon die alte Variante war damals nur durch Profis zu knacken – aufgrund der rasanten Entwicklung der Computertechnik war es jedoch möglich. Seit 1997 benutzen die Banken nunmehr den Triple-DES, eine Variante mit noch längeren Verschlüsselungsketten, die jedenfalls für die Gerichte als sicher gilt. Letztendlich ist es allerdings gar nicht unbedingt nötig, ein volles Triple-DES zu knacken. Insider scheinen Angriffstechniken gegen das Verfahren entwickelt zu haben, bei denen sie z. B. durch Kompromittierung der Terminals auch ohne Triple-DES zu knacken an die PIN kommen.
Konkret passiert also Folgendes: Der Geldautomat liest die verschlüsselte PIN von der Karte. Er entschlüsselt diese mit Hilfe eines Krypto-Prozessors und des im Geldautomaten hinterlegten Institutsschlüssels. Schließlich vergleicht er das Ergebnis mit der eingegebenen Ziffernfolge. Im Falle der Übereinstimmung sind die weiteren Transaktionen freigegeben (z. B. Abhebung), andernfalls nicht.
Kartenterminals und Kassen, wie sie im Einzelhandel, der Gastronomie und in anderen Branchen vorkommen, verwenden dasselbe Prinzip, um Kartenzahlung mit PIN zu autorisieren.

## Sicherheit
Es ist deshalb auch mit größtmöglichem finanziellen Aufwand mathematisch ausgeschlossen, die PIN ohne vorherige Erlangung des Institutsschlüssels in einer Breite von 118 Bit zu ermitteln. Ein Betrüger, der eine Maestro-Karte (ehem. EC-Karte) gefunden oder gestohlen hat, wird probieren, damit an einem Automaten Geld abzuheben. Auch wenn er die PIN nicht kennt, kann er versuchen, sie zu raten. Bei der vierstelligen Maestro-Karten-PIN aus numerischen Ziffern ist die Wahrscheinlichkeit, dass der Betrüger die PIN mit einem Versuch raten kann, 1/10000 (Bei Ziffern von 0–9 ergeben sich für jede Ziffernstelle 10 Möglichkeiten – bei 4 Stellen folgt daraus: 104=10.000). Da jedoch im Allgemeinen bis zu drei Versuche erlaubt sind, hat der Betrüger eine Wahrscheinlichkeit von etwa
{\displaystyle P\approx {\frac {3}{10000}}\approx {\frac {1}{3333}}}
die richtige PIN zu raten.
Allgemein lässt sich die Ratewahrscheinlichkeit nach folgender Formel berechnen, wobei {\displaystyle a} gleich der Anzahl der möglichen PIN-Kombinationen ist und der Betrüger bei zwei bzw. drei Versuchen die falschen PINs nicht wiederholt ausprobieren wird:
{\displaystyle P={\frac {1}{a}}+\left(1-{\frac {1}{a}}\right)\cdot \left({\frac {1}{a-1}}+\left(1-{\frac {1}{a-1}}\right)\cdot {\frac {1}{a-2}}\right)={\frac {3}{a}}}.
Wenn beim Online-Banking eine fünfstellige PIN verwendet wird mit ausschließlicher Nutzung von Ziffern, ergibt sich somit (unter Vernachlässigung der Beschränkung von Kombinationen) eine Ratewahrscheinlichkeit von ungefähr 1 zu 33 Tsd. (wegen {\displaystyle a=10^{5}}). Falls jedoch auch Kleinbuchstaben verwendet werden, verringert sich die Wahrscheinlichkeit bei zehn Ziffern und 26 Buchstaben auf ungefähr 1 zu 20 Mio.
Damit eine PIN nicht durch wiederholtes Ausprobieren zu erraten ist (sog. Enumerations-Angriff), darf ein durch PIN geschütztes System nicht beliebig viele falsche Eingaben der PIN akzeptieren. Insbesondere bei Online-Formularen könnte ein Angreifer sonst einfach automatisch alle möglichen PIN durchprobieren.
Die meisten Systeme sperren daher nach einer bestimmten Anzahl von Falscheingaben der PIN den Zugang, der dann auf anderem Wege (meist durch eine weitere PIN oder durch den Kundendienst des Anbieters) entsperrt werden muss.
Bei Geldautomaten, beim Online-Banking und bei Mobiltelefonen erfolgt die Sperre üblicherweise nach drei Falscheingaben.
Bemerkung: Die PIN auf dem Magnetstreifen erlaubt lediglich eine Übertragung zur unidirektionalen Prüfung oder zum erneuten Schreiben. Heute tragen Bankkarten meist neben dem Magnetstreifen zusätzlich einen Chip, der eine dynamische Prüfung der PIN durch eine bidirektionale Verbindung ermöglicht. Das unterstützt einen komplexeren Schutz.
PINs unterliegen bei der Eingabe dem Angriff durch Skimming, einer betrügerischen Handlung.

## Probleme im Zahlungsverkehr
Viele international herausgegebene Kreditkarten sind mittlerweile mit bis zu sechsstelligen PINs gesichert, in Europa betrifft dies zum Beispiel einen großen Teil der Schweizer Kreditkarten. Häufig ergeben sich hierbei im internationalen Umgang mit Zahlungssystemen Probleme, denn die meisten Händler akzeptieren nur noch Kreditkarten-Einsätze mit PIN-Code. Sollte das Lesegerät des Händlers fest auf vierstellige PINs programmiert sein und keine Möglichkeit zur Eingabe von 6 Ziffern bieten, kann so mit der Karte nicht bezahlt werden; dies ist beispielsweise bei vielen niederländischen Fahrkartenautomaten und einem Großteil der POS-Systeme der Fall.
Auffällig ist die Häufung dieses Problems bei POS-Systemen mit zeilenbasierten LC-Displays. Systeme wie beispielsweise Geldautomaten mit großen LC-Displays schalten bei Einführung einer Kreditkarte meist in einen Modus, der die Eingabe PINs beliebiger Länge erlaubt.
Abhilfe für den Konsumenten schafft hier meist, sofern möglich, die Änderung der PIN auf vier Stellen im Ursprungsland.

## Hinweise zur PIN-Auswahl
Das Bundesamt für Sicherheit in der Informationstechnik (BSI) empfiehlt generell, als PIN nur zufällige Abfolgen von Zeichen aus dem zulässigen Zeichensatz zu benutzen; PINs wie z. B. „0000“ oder „1234“ sollten dringend vermieden werden. Folgende Tabelle kann als Anhaltspunkt für eine sichere PIN-Auswahl gelten:
| Benutzter Zeichensatz   | Maximale PIN-Länge | Minimale PIN-Länge |
| ----------------------- | ------------------ | ------------------ |
| 0–9                     | 19 Zeichen         | 12 Zeichen         |
| 0–9, A–Z                | 12 Zeichen         | 8 Zeichen          |
| 0–9, A–Z, a–z           | 11 Zeichen         | 7 Zeichen          |
| Druckbare ASCII-Zeichen | 10 Zeichen         | 6 Zeichen          |